# سميرة خياش
سميرة خياش بلحاج، ولدت في 4 يونيو 1953 في تونس العاصمة، هي سياسية تونسية.

## السيرة الذاتية
تحصلت سميرة خياش على شهادة مرحلة ثالثة في العمارة والتخطيط الحضري من كلية الفنون والهندسة والتعمير بتونس، وأصبحت في 1980 مهندسة معمارية رئيسية في وزارة التجهيز والإسكان.

بين 1985 و1988، أصبحت نائبة مدير الإدارة العامة للتنمية الجهوية والتهيئة الترابية، التابعة لوزارة التخطيط والمالية. في 1989، أصبحت مهندسة عامة عمرانية في إدارة التعمير في وزارة التجهيز والإسكان، وأشرفت بذلك على العديد من مشاريع التخطيط العمراني.

بين 1990 و1996، كانت نائبة عمدة مدينة تونس العاصمة. بين 1992 و1994 كانت نائبة رئيس الجمعية التونسية للمخططين. كناشطة في التجمع الدستوري الديمقراطي، كانت عضوة في اللجنة المركزية للحزب بين أغسطس 1993 وأغسطس 1998.

شاركت في انتخابات 20 مارس 1994، وأصبحت نائبة في مجلس النواب عن دائرة تونس الثانية الانتخابية أثناء المدة النيابية التاسعة، وأعيد انتخابها في انتخابات 24 أكتوبر 1999 في نفس الدائرة أثناء المدة النيابية العاشرة. كانت رئيسة لجنة التجهيز والخدمات في المجلس.

في 29 أبريل 1999، انتخبت رئيسة الاتحاد الوطني للمرأة التونسية، بعد أن كانت عضوة مكتبه التنفيذي وأمينة ماله، وبقيت حتى سنة 2000.

عينت في 17 نوفمبر 1999 ككاتبة دولة لدى وزير التجهيز مكلفة بالإسكان في حكومة محمد الغنوشي الأولى وذلك حتى 10 نوفمبر 2004، أين أصبحت وزيرةً للتجهيز في نفس الحكومة، وبقيت على رأس الوزارة حتى 29 أغسطس 2008.

شغلت كذلك منصب عمدة مدينة باردو.

## التتبعات القضائية
بعد الثورة التونسية في 2011، رفعت في حقها قضية متعلقة بحفلة المغنية الأمريكية ماريا كاري التي نظمت في تونس بين 23 و25 يوليو 2006. حكمت عليها المحكمة الابتدائية بتونس في 3 مارس 2017 بالسجن 6 سنوات بتهمة الإضرار بالإدارة واستغلال النفوذ وتحقيق فائدة غير قانونية، وحكم في نفس الوقت على الرئيس زين العابدين بن علي والوزير التيجاني الحداد وكاتب الدولة كمال الحاج ساسي بنفس الحكم، وعماد الطرابلسي ب11 سنة.

## التشريفات
- الصنف الرابع من وسام الجمهورية (تونس).[1]
- الصنف الثاني من وسام 7 نوفمبر 1987 (تونس).[1]

## الحياة الخاصة
سميرة خياش متزوجة وهي أم لثلاثة أطفال.